# Pleurophomopsis
Pleurophomopsis är ett släkte av svampar. Pleurophomopsis ingår i familjen Melanommataceae, ordningen Pleosporales, klassen Dothideomycetes, divisionen sporsäcksvampar och riket svampar.
|                 | Ostropella |
|                 | |
|                 | Astrosphaeriella |
|                 | |
|                 | Xenolophium |
|                 | |
|                 | Nigrolentilocus |
|                 | |
|                 | Acrocordiopsis |
|                 | |
|                 | Mycopepon |
|                 | |
|                 | Sporidesmiella |
|                 | |
| Pleurophomopsis | \| \| Pleurophomopsis lignicola \| \| \| \| \| \| Pleurophomopsis salicicola \| \| \| \| \| \| Pleurophomopsis nypae \| \| \| \| |
|                 | \| \| Pleurophomopsis lignicola \| \| \| \| \| \| Pleurophomopsis salicicola \| \| \| \| \| \| Pleurophomopsis nypae \| \| \| \| |
|                 | Aposphaeria |
|                 | |
|                 | Melanomma |
|                 | |
|                 | Schizostoma |
|                 | |
|                 | Calyptronectria |
|                 | |
|                 | Ohleria |
|                 | |
|                 | Byssosphaeria |
|                 | |
|                 | Javaria |
|                 | |
|                 | Caryosporella |
|                 | |
|                 | Anomalemma |
|                 | |
|                 | Karstenula |
|                 | |
|                 | Bicrouania |
|                 | |
|                 | Dangeardiella |
|                 | |
|                 | Asymmetricospora |
|                 | |
|                 | Pleurophomopsis lignicola |
|                 | |
|                 | Pleurophomopsis salicicola |
|                 | |
|                 | Pleurophomopsis nypae |
|                 | |

|  | Pleurophomopsis lignicola  |
|  |                            |
|  | Pleurophomopsis salicicola |
|  |                            |
|  | Pleurophomopsis nypae      |
|  |                            |